# Нове Булдеєво
Нове Булде́єво (рос. Новое Булдеево, чув. Кушăк) — присілок у складі Цівільського району Чувашії, Росія. Входить до складу Опитного сільського поселення.
Населення — 58 осіб (2010; 81 у 2002).
Національний склад:
- чуваші — 100 %